# Bipopular
Bipopular è il primo album in studio del rapper italiano Highsnob, pubblicato il 27 aprile 2018.

## Tracce
1. Bravo bravo – 2:33
2. Swahili – 3:56
3. Poi ti spiego – 3:37
4. Arigato – 2:41
5. Malandrino – 3:10
6. Wannabe – 3:43
7. Zombie – 3:49
8. Pacman – 2:36
9. Supercar – 2:47
10. Kalma – 3:32